# جمعیت‌شناسی آسیا

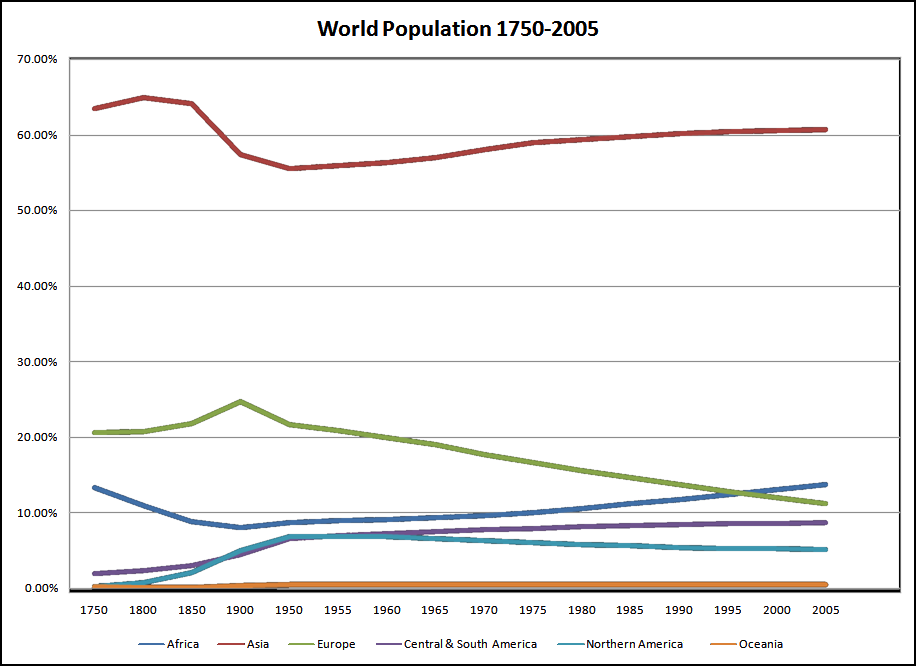
نمودار نشان‌دهنده جمعیت بر پایه قاره به عنوان درصد جمعیت جهان (۱۷۵۰–۲۰۰۵)

نقشه کشورهای جهان بر پایه تراکم جمعیت

قاره آسیا ۲۹٫۴ درصد از مساحت زمین را پوشش می‌دهد و در سال ۲۰۲۱ جمعیتی در حدود ۴٫۶۹ میلیارد نفر داشت که حدود ۶۰ درصد از جمعیت جهان را تشکیل می‌دهد. جمعیت چین و هند در همین سال بیش از ۲٫۸ میلیارد نفر تخمین زده می‌شود. پیش‌بینی می‌شود که جمعیت آسیا تا سال ۲۰۵۰ به ۵٫۲۶ میلیارد نفر یا حدود ۵۴ درصد از جمعیت پیش‌بینی شده جهان در آن زمان افزایش یابد. رشد جمعیت در آسیا تا تاریخ ۲۰۱۵ نزدیک به ۱٫۲٪، با نرخ‌های بسیار متفاوت، بود. بسیاری از کشورهای آسیای غربی نرخ رشد بالای ۲ درصد در سال دارند، به ویژه پاکستان با ۲٫۴ درصد در سال، در حالی که چین نرخ رشد زیر ۰٫۵ درصد در سال دارد. جنوب آسیا و سپس شرق آسیا پرجمعیت‌ترین مناطق این قاره هستند و بیش از سه‌چهارم جمعیت آن را در بر می‌گیرند. آسیای میانه نیز کم‌جمعیت‌ترین منطقه آسیا و دربرگیرنده ۱٫۶٪ از جمعیت آن است.

## جمعیت

### جمعیت از ۱ تا ۱۸۲۰ میلادی
جمعیت آسیا از سال ۱ تا ۱۸۲۰ میلادی (رقم‌ها به میلیون است):
| سال           | ۱     | ۱۰۰۰  | ۱۵۰۰  | ۱۶۰۰  | ۱۷۰۰  | ۱۸۲۰  |
| ------------- | ----- | ----- | ----- | ----- | ----- | ----- |
| چین           | ۵۹٫۶  | ۵۹٫۰  | ۱۰۳٫۰ | ۱۶۰٫۰ | ۱۳۸٫۰ | ۳۸۱٫۰ |
| هند           | ۷۵٫۰  | ۷۵٫۰  | ۱۱۰٫۰ | ۱۳۵٫۰ | ۱۶۵٫۰ | ۲۰۹٫۰ |
| ژاپن          | ۳٫۰   | ۷٫۵   | ۱۵٫۴  | ۱۸٫۵  | ۲۷٫۰  | ۳۱٫۰  |
| کره           | ۱٫۶   | ۳٫۹   | ۸٫۰   | ۱۰٫۰  | ۱۲٫۲  | ۱۳٫۸  |
| اندونزی       | ۲٫۸   | ۵٫۲   | ۱۰٫۷  | ۱۱٫۷  | ۱۳٫۱  | ۱۷٫۹  |
| هندوچین       | ۱٫۱   | ۲٫۲   | ۴٫۵   | ۵٫۰   | ۵٫۹   | ۸٫۹   |
| سایر شرق آسیا | ۵٫۹   | ۹٫۸   | ۱۴٫۴  | ۱۶٫۹  | ۱۹٫۸  | ۲۳٫۶  |
| ایران         | ۴٫۰   | ۴٫۵   | ۴٫۰   | ۵٫۰   | ۵٫۰   | ۶٫۶   |
| ترکیه         | ۶٫۱   | ۷٫۳   | ۶٫۳   | ۷٫۹   | ۸٫۴   | ۱۰٫۱  |
| سایر غرب آسیا | ۱۵٫۱  | ۸٫۵   | ۷٫۵   | ۸٫۵   | ۷٫۴   | ۸٫۵   |
| کل آسیا       | ۱۷۴٫۲ | ۱۸۲٫۹ | ۲۸۳٫۸ | ۳۷۸٫۵ | ۴۰۱٫۸ | ۷۱۰٫۴ |

### سهم جمعیت آسیا از جهان از ۱ تا ۱۹۹۸
سهم جمعیت آسیا از جهان از سال ۱ تا ۱۹۹۸ میلادی (درصد نسبت به کل جهان):
| سال                  | ۱     | ۱۰۰۰  | ۱۵۰۰  | ۱۶۰۰  | ۱۷۰۰  | ۱۸۲۰  | ۱۸۷۰  | ۱۹۱۳  | ۱۹۵۰  | ۱۹۷۳  | ۱۹۹۸  |
| -------------------- | ----- | ----- | ----- | ----- | ----- | ----- | ----- | ----- | ----- | ----- | ----- |
| ژاپن                 | ۱٫۳   | ۲٫۸   | ۳٫۵   | ۳٫۳   | ۴٫۵   | ۳٫۰   | ۲٫۷   | ۲٫۹   | ۳٫۳   | ۲٫۸   | ۲٫۱   |
| چین                  | ۲۵٫۸  | ۲۲٫۰  | ۲۳٫۵  | ۲۸٫۸  | ۲۲٫۹  | ۳۶٫۶  | ۲۸٫۲  | ۲۴٫۴  | ۲۱٫۷  | ۲۲٫۵  | ۲۱٫۰  |
| هند                  | ۳۲٫۵  | ۲۸٫۰  | ۲۵٫۱  | ۲۴٫۳  | ۲۷٫۳  | ۲۰٫۱  | ۱۹٫۹  | ۱۷٫۰  | ۱۴٫۲  | ۱۴٫۸  | ۱۶٫۵  |
| سایر آسیا            | ۱۵٫۹  | ۱۵٫۴  | ۱۲٫۷  | ۱۱٫۷  | ۱۱٫۹  | ۸٫۶   | ۹٫۴   | ۱۰٫۳  | ۱۵٫۵  | ۱۷٫۳  | ۱۹٫۸  |
| کل آسیا (به جز ژاپن) | ۷۴٫۲  | ۶۵٫۴  | ۶۱٫۳  | ۶۴٫۸  | ۶۲٫۱  | ۶۵٫۳  | ۵۷٫۵  | ۵۱٫۷  | ۵۱٫۴  | ۵۴٫۷  | ۵۷٫۴  |
| جهان                 | ۱۰۰٫۰ | ۱۰۰٫۰ | ۱۰۰٫۰ | ۱۰۰٫۰ | ۱۰۰٫۰ | ۱۰۰٫۰ | ۱۰۰٫۰ | ۱۰۰٫۰ | ۱۰۰٫۰ | ۱۰۰٫۰ | ۱۰۰٫۰ |

### جمعیت مناطق

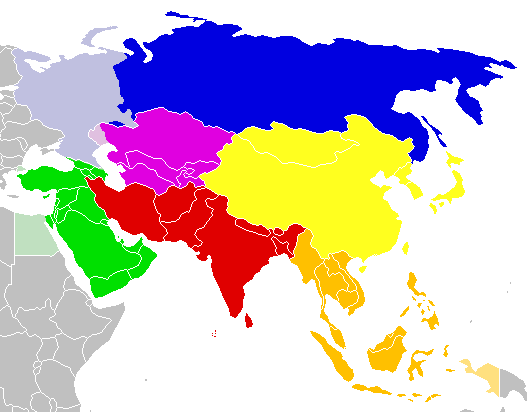
مناطق آسیا:
جنوب آسیا
شرق آسیا
جنوب شرق آسیا
غرب آسیا
آسیای میانه

جمعیت پنج منطقه آسیا در سال ۲۰۲۱ طبق تقسیم‌بندی سازمان ملل متحد:
| رتبه | منطقه         | جمعیت در ۲۰۲۱ | %     |
| ---- | ------------- | ------------- | ----- |
| ۱    | جنوب آسیا     | ۱٬۹۶۲٬۲۷۲٬۰۰۰ | ۴۱٫۹  |
| ۲    | شرق آسیا      | ۱٬۶۸۲٬۸۵۵٬۰۰۰ | ۳۶٫۰  |
| ۳    | جنوب شرق آسیا | ۶۷۵٬۱۱۸٬۰۰۰   | ۱۴٫۴  |
| ۴    | غرب آسیا      | ۲۸۳٬۹۸۸٬۰۰۰   | ۶٫۱   |
| ۵    | آسیای میانه   | ۷۵٬۴۲۷٬۰۰۰    | ۱٫۶   |
|      | آسیا          | ۴٬۶۷۹٬۶۶۱٬۰۰۰ | ۱۰۰٫۰ |

## رتبه کشورها در سازمان‌های جهانی
کشورهای آسیا بر پایه جمعیت، میزان کلی باروری و شاخص توسعه انسانی در سال ۲۰۱۹:
               فهرست ۲۰۱۹ بانک جهانی
| کشور              | جمعیت          | میزان کلی باروری | شاخص توسعه انسانی |
| ----------------- | -------------- | ---------------- | ----------------- |
| چین               | ۱٬۴۳۳٬۷۸۳٬۶۸۶  | ۱٫۷              | ۰٫۷۶۱             |
| هند               | ۱٬۳۶۶٬۴۱۷٬۷۵۴  | ۲٫۲              | ۰٫۶۴۵             |
| اندونزی           | ۲۷۰٬۶۲۵٬۵۶۸    | ۲٫۳              | ۰٫۷۱۸             |
| پاکستان           | ۲۱۶٬۵۶۵٬۳۱۸    | ۳٫۵              | ۰٫۵۵۷             |
| بنگلادش           | ۱۶۳٬۰۴۶٬۱۶۱    | ۲٫۰              | ۰٫۶۳۲             |
| ژاپن              | ۱۲۶٬۸۶۰٬۳۰۱    | ۱٫۴              | ۰٫۹۱۹             |
| فیلیپین           | ۱۰۸٬۱۱۶٬۶۱۵    | ۲٫۵              | ۰٫۷۱۸             |
| ویتنام            | ۹۶٬۴۶۲٬۱۰۶     | ۲٫۰              | ۰٫۷۰۴             |
| ترکیه             | ۸۳٬۴۲۹٬۶۱۵     | ۲٫۱              | ۰٫۸۲              |
| ایران             | ۸۲٬۹۱۳٬۹۰۶     | ۲٫۱              | ۰٫۷۸۳             |
| تایلند            | ۶۹٬۰۳۷٬۵۱۳     | ۱٫۵              | ۰٫۷۷۷             |
| میانمار           | ۵۴٬۰۴۵٬۴۲۰     | ۲٫۱              | ۰٫۵۸۳             |
| کره جنوبی         | ۵۱٬۲۲۵٬۳۰۸     | ۰٫۹              | ۰٫۹۱۶             |
| عراق              | ۳۹٬۳۰۹٬۷۸۳     | ۳٫۶              | ۰٫۶۷۴             |
| افغانستان         | ۳۸٬۰۴۱٬۷۵۴     | ۴٫۳              | ۰٫۵۱۱             |
| عربستان سعودی     | ۳۴٬۲۶۸٬۵۲۸     | ۲٫۳              | ۰٫۸۵۴             |
| ازبکستان          | ۳۲٬۹۸۱٬۷۱۶     | ۲٫۸              | ۰٫۷۲              |
| مالزی             | ۳۱٬۹۴۹٬۷۷۷     | ۲٫۰              | ۰٫۸۱              |
| یمن               | ۲۹٬۱۶۱٬۹۲۲     | ۳٫۷              | ۰٫۴۷              |
| نپال              | ۲۸٬۶۰۸٬۷۱۰     | ۱٫۹              | ۰٫۶۰۲             |
| کره شمالی         | ۲۵٬۶۶۶٬۱۶۱     | ۱٫۹              | نامشخص            |
| سری‌لانکا          | ۲۱٬۳۲۳٬۷۳۳     | ۲٫۲              | ۰٫۷۸۲             |
| قزاقستان          | ۱۸٬۵۵۱٬۴۲۷     | ۲٫۹              | ۰٫۸۲۵             |
| سوریه             | ۱۷٬۰۷۰٬۱۳۵     | ۲٫۸              | ۰٫۵۶۷             |
| کامبوج            | ۱۶٬۴۸۶٬۵۴۲     | ۲٫۵              | ۰٫۵۹۴             |
| اردن              | ۱۰٬۱۰۱٬۶۹۴     | ۳٫۰              | ۰٫۷۲۹             |
| جمهوری آذربایجان  | ۱۰٬۰۴۷٬۷۱۸     | ۱٫۸              | ۰٫۷۵۶             |
| امارات متحده عربی | ۹٬۷۷۰٬۵۲۹      | ۱٫۴              | ۰٫۸۹              |
| تاجیکستان         | ۹٬۳۲۱٬۰۱۸      | ۳٫۶              | ۰٫۶۶۸             |
| اسرائیل           | ۸٬۵۱۹٬۳۷۷      | ۳٫۰              | ۰٫۹۱۹             |
| هنگ کنگ           | ۷٬۴۳۶٬۱۵۴      | ۱٫۱              | ۰٫۹۴۹             |
| لائوس             | ۷٬۱۶۹٬۴۵۵      | ۲٫۶              | ۰٫۶۱۳             |
| لبنان             | ۶٬۸۵۵٬۷۱۳      | ۲٫۱              | ۰٫۷۴۴             |
| قرقیزستان         | ۶٬۴۱۵٬۸۵۰      | ۳٫۳              | ۰٫۶۹۷             |
| ترکمنستان         | ۵٬۹۴۲٬۰۸۹      | ۲٫۷              | ۰٫۷۱۵             |
| سنگاپور           | ۵٬۸۰۴٬۳۳۷      | ۱٫۱              | ۰٫۹۳۸             |
| عمان              | ۴٬۹۷۴٬۹۸۶      | ۲٫۸              | ۰٫۸۱۳             |
| کویت              | ۴٬۲۰۷٬۰۸۳      | ۲٫۱              | ۰٫۸۰۶             |
| گرجستان           | ۳٬۹۹۶٬۷۶۵      | ۲٫۱              | ۰٫۸۱۲             |
| مغولستان          | ۳٬۲۲۵٬۱۶۷      | ۲٫۹              | ۰٫۷۳۷             |
| ارمنستان          | ۲٬۹۵۷٬۷۳۱      | ۱٫۸              | ۰٫۷۷۶             |
| قطر               | ۲٬۸۳۲٬۰۶۷      | ۱٫۸              | ۰٫۸۴۸             |
| بحرین             | ۱٬۶۴۱٬۱۷۲      | ۲                | ۰٫۸۵۲             |
| تیمور شرقی        | ۱٬۲۹۳٬۱۱۹      | ۳٫۹              | ۰٫۶۰۶             |
| قبرس              | ۱٬۱۷۹٬۵۵۱      | ۱٫۳              | ۰٫۸۸۷             |
| بوتان             | ۷۶۳٬۰۹۲        | ۲٫۰              | ۰٫۶۵۴             |
| ماکائو            | ۶۴۰٬۴۴۵        | ۱٫۲              | نامشخص            |
| مالدیو            | ۵۳۰٬۹۵۳        | ۱٫۸              | ۰٫۷۴              |
| برونئی            | ۴۳۳٬۲۸۵        | ۱٫۸              | ۰٫۸۳۸             |
| آسیا              | ۴٬۵۷۲٬۰۰۸٬۸۰۹  | ۲٫۱              | ۰٫۷۰۳             |
| جایگزینی جمعیت    | جایگزینی جمعیت | ۲٫۱              |                   |

## اقتصاد
بیشتر آسیا از نظر اقتصادی به‌طور سنتی بخشی از جهان دوم در نظر گرفته می‌شود، به استثنای کشورهای صنعتی جهان اول اسرائیل، ژاپن، تایوان و کره جنوبی. کشورهای آسیایی در اقتصادهای بزرگ گروه ۲۰ شامل چین، ژاپن، کره جنوبی، هند، اندونزی، ترکیه و عربستان سعودی هستند. از این میان، ژاپن نیز در گروه ۸ و چین و هند نیز در گروه ۵+۸ قرار دارند.
شاخص توسعه انسانی کشورهای آسیایی از رده پایین تا بسیار بالا متغیر است. جدول زیر ۱۰ کشور با بیشترین و کمترین شاخص توسعه انسانی را بر اساس میزان آن در سال ۲۰۱۹ نشان می‌دهد.
| رتبه                    | کشور              | شاخص                   | شاخص |
| رتبه                    | کشور              | رتبه ۲۰۱۸ (گزارش ۲۰۱۹) |      |
| ----------------------- | ----------------- | ---------------------- | ---- |
| توسعه انسانی بسیار بالا |                   |                        |      |
| ۱                       | هنگ کنگ           | ۰٫۹۳۹                  |      |
| ۲                       | سنگاپور           | ۰٫۹۳۵                  |      |
| ۳                       | ژاپن              | ۰٫۹۱۵                  |      |
| ۴                       | اسرائیل           | ۰٫۹۰۶                  |      |
| ۵                       | کره جنوبی         | ۰٫۹۰۶                  |      |
| ۶                       | امارات متحده عربی | ۰٫۸۶۶                  |      |
| ۷                       | قبرس              | ۰٫۸۷۳                  |      |
| ۸                       | عربستان سعودی     | ۰٫۸۵۷                  |      |
| ۹                       | قطر               | ۰٫۸۴۸                  |      |
| ۱۰                      | برونئی            | ۰٫۸۴۵                  |      |

| رتبه               | کشور         | شاخص                   | شاخص |
| رتبه               | کشور         | رتبه ۲۰۱۸ (گزارش ۲۰۱۹) |      |
| ------------------ | ------------ | ---------------------- | ---- |
| توسعه انسانی پایین |              |                        |      |
| ۱                  | یمن          | ۰٫۴۶۳                  |      |
| ۲                  | افغانستان    | ۰٫۴۹۶                  |      |
| ۳                  | سوریه        | ۰٫۵۴۹                  |      |
| توسعه انسانی متوسط |              |                        |      |
| ۴                  | پاکستان      | ۰٫۵۶۰                  |      |
| ۵                  | نپال         | ۰٫۵۷۹                  |      |
| ۶                  | کامبوج       | ۰٫۵۸۱                  |      |
| ۷                  | میانمار      | ۰٫۵۸۴                  |      |
| ۸                  | لائوس        | ۰٫۶۰۴                  |      |
| ۹                  | بنگلادش      | ۰٫۶۱۴                  |      |
| ۱۰                 | بوتان (کشور) | ۰٫۶۱۷                  |      |

## گروه‌های قومی

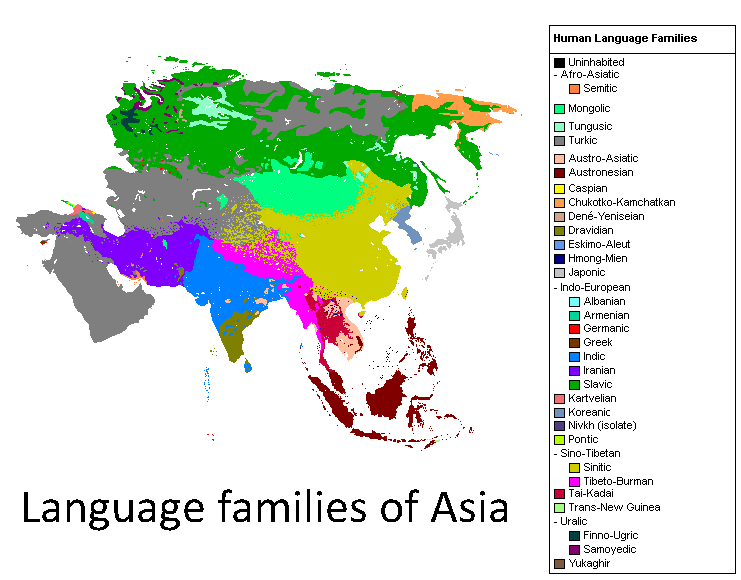
خانواده زبان‌های آسیا

گروه‌های قومی آسیا شامل موارد زیر می‌شوند:
- مردم آسیای مرکزی: مردمان ترک، مردمان ایرانی
- مردم شرق آسیا: فهرست گروه‌های قومی چین (تاریخی)، ژاپنی‌ها، کره‌ای‌ها، مغول‌ها
- مردم جنوب آسیا: گروه‌های قومی هند، گروه‌های قومی پاکستان، دراویدی‌ها، هندوآریایی‌ها، مردم موندا
- مردم جنوب شرق آسیا: مردمان آسترونزیایی، مردمان تای. گروه‌های قومی کامبوج، گروه‌های قومی اندونزی، گروه‌های قومی لائوس، گروه‌های قومی فیلیپین، گروه‌های قومی ویتنام
- مردم غرب آسیا: مردم عرب، یهودیان، سامری‌ها، دروزی‌ها، مردم قفقاز، اقلیت‌های قومی در ایران، اقلیت‌های قومی در عراق؛ مردمان ایرانی‌تبار، ترکمن‌ها، ترک‌های ترکیه